# Frontière entre l'Autriche et l'Italie
La frontière entre l'Autriche et l'Italie est la frontière internationale terrestre séparant ces deux pays, membres de l'Union européenne. C'est l'une des frontières intérieures de l'espace Schengen.  

## Caractéristiques
La frontière débute à la jonction entre les frontières entre Autriche et Suisse et entre Italie et Suisse au Dreiländerpunkt. Elle se termine au tripoint formé par les frontières entre l'Autriche et la Slovénie et entre l'Italie et la Slovénie. Le monte Coglians est un des sommets de cette frontière.

## Histoire

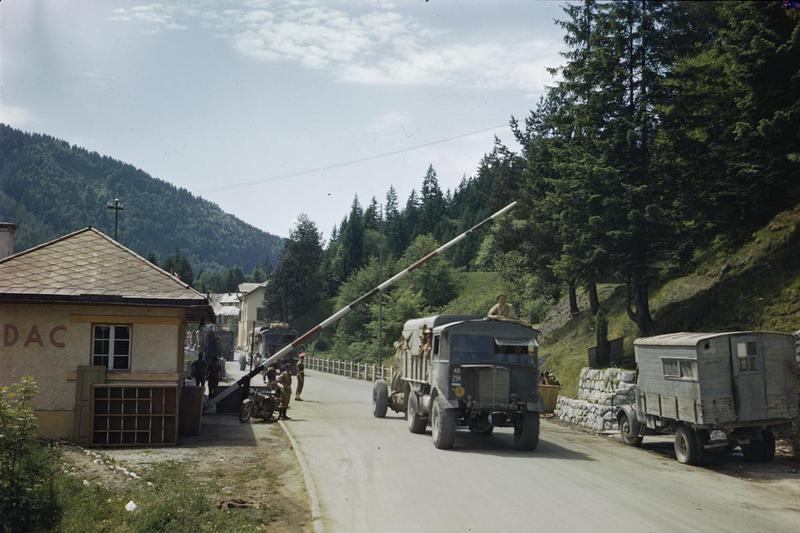
Convoi militaire britannique à la frontière austro-italienne au début de l'occupation de l'Autriche après la Seconde Guerre mondiale en mai 1945.

L'actuelle frontière avec l'Autriche fut déterminée par effet du traité de Paix de Saint-Germain-en-Laye du 10 septembre 1919 entre les puissances alliées et associées et l'Autriche au bout de la Grande Guerre. Elle est basée de façon générale sur la ligne de partage des eaux entre les cours d'eau Inn d'une part et Adige et Isarco d'autre part, Drave d'une part et Piave, Tagliamento de l'autre. Des petites exceptions qui empiètent sur le versant autrichien ont été accordées à l'Italie pour mieux garantir sa propre défense militaire dans les zones du Col de Resia/Reschen, de San Candido/Innichen, de Sesto/Sexten en province autonome de Bolzano et dans le Val Canale (it) en Frioul-Vénétie Julienne.
Ladite frontière demeura intacte lors de la mise en exécution du traité de paix de Paris du 10 février 1947 qui mit fin à la Seconde Guerre mondiale entre l'Italie et les puissances alliées.
Un accord signé à Vienne le 17 janvier 1994 relatif à l'entretien de cette frontière a la singularité d'être le premier au monde à avoir introduit la notion de « frontière mobile » : il stipule en effet qu'en cas de modification naturelle graduelle de la ligne de partage des eaux ou de la ligne de crête, la frontière se déplacera en conséquence, mais non de façon automatique comme c'est le cas dans l'accord avec la Suisse [réf. souhaitée]. La Commission de démarcation austro-italienne n'a pas elle-même le pouvoir de rectifier la ligne frontière. Par conséquent, il faudra un accord diplomatique entre les deux gouvernements.
À la suite de l'épidémie de COVID-19 de 2020, l'Autriche a fermé sa frontière vis-à-vis de l'Italie ce 10/03/2020

## Municipalités frontalières et passages routiers (de l'ouest vers l'est)
| Autriche  | Autriche       | Autriche                   | Autriche         |           | Italie             | Italie        | Italie   | Italie                  |
| Land      | District       | Commune                    | Frontière        |           | Frontière          | Commune       | Province | Région                  |
| --------- | -------------- | -------------------------- | ---------------- | --------- | ------------------ | ------------- | -------- | ----------------------- |
| Suisse    |                |                            |                  |           |                    |               |          |                         |
| Tyrol     | Landeck        | Nauders                    |                  | A l p e s |                    | Curon Venosta | Bolzano  | Trentin-Haut-Adige      |
| Tyrol     | Landeck        | Pfunds                     |                  | A l p e s |                    | Curon Venosta | Bolzano  | Trentin-Haut-Adige      |
| Tyrol     | Landeck        | Kaunertal                  |                  | A l p e s |                    | Curon Venosta | Bolzano  | Trentin-Haut-Adige      |
| Tyrol     | Imst           | Sölden                     |                  | A l p e s |                    | Curon Venosta | Bolzano  | Trentin-Haut-Adige      |
| Tyrol     | Imst           | Sölden                     | Malles Venosta   | A l p e s |                    |               | Bolzano  | Trentin-Haut-Adige      |
| Tyrol     | Imst           | Sölden                     | Senales          | A l p e s |                    |               | Bolzano  | Trentin-Haut-Adige      |
| Tyrol     | Imst           | Sölden                     | Moso in Passiria | A l p e s |                    |               | Bolzano  | Trentin-Haut-Adige      |
| Tyrol     | Imst           | Sölden                     | Racines          | A l p e s |                    |               | Bolzano  | Trentin-Haut-Adige      |
| Tyrol     | Innsbruck-Land | Neustift im Stubaital      |                  | A l p e s |                    |               | Bolzano  | Trentin-Haut-Adige      |
| Tyrol     | Innsbruck-Land | Neustift im Stubaital      | Brennero         | A l p e s |                    |               | Bolzano  | Trentin-Haut-Adige      |
| Tyrol     | Innsbruck-Land | Gschnitz                   |                  | A l p e s |                    |               | Bolzano  | Trentin-Haut-Adige      |
| Tyrol     | Innsbruck-Land | Obernberg am Brenner       |                  | A l p e s |                    |               | Bolzano  | Trentin-Haut-Adige      |
| Tyrol     | Innsbruck-Land | Gries am Brenner           |                  | A l p e s |                    |               | Bolzano  | Trentin-Haut-Adige      |
| Tyrol     | Innsbruck-Land | Val di Vizze               |                  | A l p e s |                    |               | Bolzano  | Trentin-Haut-Adige      |
| Tyrol     | Innsbruck-Land | Vals                       |                  | A l p e s |                    |               | Bolzano  | Trentin-Haut-Adige      |
| Tyrol     | Schwaz         | Finkenberg                 |                  | A l p e s |                    |               | Bolzano  | Trentin-Haut-Adige      |
| Tyrol     | Schwaz         | Finkenberg                 | Selva dei Molini | A l p e s |                    |               | Bolzano  | Trentin-Haut-Adige      |
| Tyrol     | Schwaz         | Finkenberg                 | Valle Aurina     | A l p e s |                    |               | Bolzano  | Trentin-Haut-Adige      |
| Tyrol     | Schwaz         | Mayrhofen                  |                  | A l p e s |                    |               | Bolzano  | Trentin-Haut-Adige      |
| Tyrol     | Schwaz         | Brandberg                  |                  | A l p e s |                    |               | Bolzano  | Trentin-Haut-Adige      |
| Tyrol     | Schwaz         | Predoi                     |                  | A l p e s |                    |               | Bolzano  | Trentin-Haut-Adige      |
| Salzbourg | Zell am See    | Krimml                     |                  | A l p e s |                    |               | Bolzano  | Trentin-Haut-Adige      |
| Tyrol     | Lienz          | Prägraten am Großvenediger |                  | A l p e s |                    |               | Bolzano  | Trentin-Haut-Adige      |
| Tyrol     | Lienz          | Sankt Jakob in Defereggen  |                  | A l p e s |                    |               | Bolzano  | Trentin-Haut-Adige      |
| Tyrol     | Lienz          | Campo Tures                |                  | A l p e s |                    |               | Bolzano  | Trentin-Haut-Adige      |
| Tyrol     | Lienz          | Anterselva                 |                  | A l p e s |                    |               | Bolzano  | Trentin-Haut-Adige      |
| Tyrol     | Lienz          | Valle di Casies            |                  | A l p e s |                    |               | Bolzano  | Trentin-Haut-Adige      |
| Tyrol     | Lienz          | Innervillgraten            |                  | A l p e s |                    |               | Bolzano  | Trentin-Haut-Adige      |
| Tyrol     | Lienz          | Dobbiaco                   |                  | A l p e s |                    |               | Bolzano  | Trentin-Haut-Adige      |
| Tyrol     | Lienz          | San Candido                |                  | A l p e s |                    |               | Bolzano  | Trentin-Haut-Adige      |
| Tyrol     | Lienz          | Sillian                    |                  | A l p e s |                    |               | Bolzano  | Trentin-Haut-Adige      |
| Tyrol     | Lienz          | Sexten                     |                  | A l p e s |                    |               | Bolzano  | Trentin-Haut-Adige      |
| Tyrol     | Lienz          | Kartitsch                  |                  | A l p e s |                    |               | Bolzano  | Trentin-Haut-Adige      |
| Tyrol     | Lienz          |                            |                  | A l p e s | Comelico Superiore | Belluno       | Venetie  |                         |
| Tyrol     | Lienz          | San Nicolò di Comelico     |                  | A l p e s |                    | Belluno       | Venetie  |                         |
| Tyrol     | Lienz          | Obertilliach               |                  | A l p e s |                    | Belluno       | Venetie  |                         |
| Tyrol     | Lienz          | San Pietro di Cadore       |                  | A l p e s |                    | Belluno       | Venetie  |                         |
| Tyrol     | Lienz          | Untertilliach              |                  | A l p e s |                    | Belluno       | Venetie  |                         |
| Tyrol     | Lienz          | Santo Stefano di Cadore    |                  | A l p e s |                    | Belluno       | Venetie  |                         |
| Carinthie | Hermagor       | Lesachtal                  |                  | A l p e s |                    | Belluno       | Venetie  |                         |
| Carinthie | Hermagor       | Lesachtal                  |                  | A l p e s |                    | Forni Avoltri | –        | Frioul-Vénétie Julienne |
| Carinthie | Hermagor       | Lesachtal                  | Paluzza          | A l p e s |                    |               | –        | Frioul-Vénétie Julienne |
| Carinthie | Hermagor       | Kötschach-Mauthen          |                  | A l p e s |                    |               | –        | Frioul-Vénétie Julienne |
| Carinthie | Hermagor       | Paularo                    |                  | A l p e s |                    |               | –        | Frioul-Vénétie Julienne |
| Carinthie | Hermagor       | Dellach                    |                  | A l p e s |                    |               | –        | Frioul-Vénétie Julienne |
| Carinthie | Hermagor       | Kirchbach                  |                  | A l p e s |                    |               | –        | Frioul-Vénétie Julienne |
| Carinthie | Hermagor       | Hermagor-Pressegger See    |                  | A l p e s |                    |               | –        | Frioul-Vénétie Julienne |
| Carinthie | Hermagor       | Moggio Udinese             |                  | A l p e s |                    |               | –        | Frioul-Vénétie Julienne |
| Carinthie | Hermagor       | Pontebba                   |                  | A l p e s |                    |               | –        | Frioul-Vénétie Julienne |
| Carinthie | Hermagor       | Malborghetto-Valbruna      |                  | A l p e s |                    |               | –        | Frioul-Vénétie Julienne |
| Carinthie | Hermagor       | Sankt Stefan im Gailtal    |                  | A l p e s |                    |               | –        | Frioul-Vénétie Julienne |
| Carinthie | Villach-Land   | Feistritz an der Gail      |                  | A l p e s |                    |               | –        | Frioul-Vénétie Julienne |
| Carinthie | Villach-Land   | Hohenthurn                 |                  | A l p e s |                    |               | –        | Frioul-Vénétie Julienne |
| Carinthie | Villach-Land   | Tarvisio                   |                  | A l p e s |                    |               | –        | Frioul-Vénétie Julienne |
| Carinthie | Villach-Land   | Arnoldstein                |                  | A l p e s |                    |               | –        | Frioul-Vénétie Julienne |
| Slovénie  |                |                            |                  |           |                    |               |          |                         |